# All I Want (canção de Olivia Rodrigo)
"All I Want" é uma canção composta e gravada pela cantora estadunidense Olivia Rodrigo, presente na trilha sonora da série de televisão High School Musical: The Musical: The Series, do Disney+. A canção foi interpretada pela personagem de Rodrigo, Nina "Nini" Salazar-Roberts, no quarto episódio da primeira temporada, que foi ao ar em 29 de novembro de 2019. Uma balada com piano e cordas, "All I Want" foi escrita em três dias, enquanto Rodrigo estava filmando a primeira temporada. A canção foi produzida por Matthew Tishler e gravada ao vivo para o episódio durante as filmagens. Foi lançado em 27 de novembro de 2019 pela Walt Disney Records como um single promocional do álbum de trilha sonora da série.
Apesar de não ter sido promovido como single para as rádios, "All I Want" obteve um sucesso menor; estreou na Billboard Hot 100 dos EUA no número 90 em janeiro de 2020, principalmente devido aos downloads digitais. Foi uma tendência na plataforma de mídia social TikTok e ganhou o certificado de ouro pela Recording Industry Association of America - esse sucesso levou Rodrigo a conseguir um contrato com a Geffen Records e Interscope Records, lançando seu single de estreia "Drivers License" em janeiro de 2021. Em janeiro de 2021, "All I Want" é a canção de maior sucesso de High School Musical: The Musical: The Series.

## Composição
| “ | É basicamente sobre Nini e, tipo, seus problemas com o menino. Ela acabou de descobrir que E.J. (Matt Cornett) realmente a traiu e fez algo realmente indigno de confiança, então ela está apenas lutando com isso, e também olhando para trás em seu relacionamento com Ricky (Joshua Bassett). Acho que é um conceito muito identificável, pelo menos para mim. | ” |
|   | — Rodrigo sobre a canção. |   |

"All I Want" é uma balada pop com piano e instrumentos de cordas. O arranjo da música foi descrito como "estilo tradicional da década de 1970, de cantor e compositor, com um toque de brilho de showtune". Em episódio de Verified da Genius, Rodrigo explicou que a fala "Há algo de errado comigo?" veio de uma conversa com sua mãe sobre relacionamentos.

## Faixas e formatos
| Download digital e streaming |                                                 |         |  |
| N.º                          | Título                                          | Duração |  |
| 1.                           | "All I Want"                                    | 2:57    |  |
| 2.                           | "What I've Been Looking For" (com Matt Cornett) | 2:05    |  |

| Download digital e streaming |                             |         |  |
| N.º                          | Título                      | Duração |  |
| 1.                           | "All I Want" (Live at Vevo) | 2:46    |  |

| Download digital e streaming |                                    |         |  |
| N.º                          | Título                             | Duração |  |
| 1.                           | "All I Want" (Love That Lasts Mix) | 2:55    |  |